# Season 1. Hideout: Remember Who We Are
Season 1. Hideout: Remember Who We Are – debitancki minialbum południowokoreańskiej grupy Cravity, wydany 14 kwietnia 2020 roku przez wytwórnię Starship Entertainment. Płytę promował singel „Break All the Rules”.

## Lista utworów
| CD | CD                    | CD                                       | CD                                                                                       | CD                       | CD      |
| Nr | Tytuł utworu          | Tekst                                    | Kompozycja                                                                               | Aranżacja                | Długość |
| -- | --------------------- | ---------------------------------------- | ---------------------------------------------------------------------------------------- | ------------------------ | ------- |
| 1. | „Top of the Chain”    | JQ, Kim Eung-ju, Park Ji-won             | Kim Chang Rak, Chris Wahle, Didrik Thott                                                 | Wahle                    | 3:21    |
| 2. | „Break all the Rules” | Seo Ji-eum, Wutan                        | Gionata Caracciolo, Val Del Prete, Sean Michael Alexander, Drew Ryan Scott, Willie Weeks | Caracciolo, Willie Weeks | 3:28    |
| 3. | „Jumper”              | Joohoney, 9F                             | Joohoney, 9F                                                                             | Joohoney, 9F             | 3:12    |
| 4. | „Blackout”            | danke (lalala studio), Mok Ji-min, Wutan | Naitumela Masaku                                                                         | Jungleboi                | 3:20    |
| 5. | „Stay” (kor. 낯섦)    | Lee Seu-ran                              | Daniel Kim, Jeremy G (Future Sound), Al Sweettenham                                      | Geek Boy                 | 3:30    |
| 6. | „Cloud 9”             | Brother Su                               | Sebastian Thott, Su                                                                      | Sebastian Thott          | 3:21    |
| 7. | „Star” (kor. 별)      | War of Stars (Galactika *)               | War of Stars (Galactika *), Athena (Galactika *)                                         | Team Galactika           | 3:49    |

## Notowania
| Lista                        | Pozycja | Źr.   |
| ---------------------------- | ------- | ----- |
| South Korean Albums (Circle) | 1       | [ 2 ] |
| Japanese Albums (Oricon)     | 10      | [ 3 ] |

## Sprzedaż
| Kraj             | Sprzedaż |
| ---------------- | -------- |
| Korea Południowa | 154 360  |